# Chiesa dei Santi Bernardino e Chiara
La chiesa dei Santi Bernardino e Chiara, comunemente conosciuta come chiesa di Santa Chiara, è un edificio religioso di Vicenza, situato in contrà Santa Chiara, costruito in stile rinascimentale alla fine del XV secolo per l'omonimo monastero delle clarisse. Attualmente è una dipendenza dell'Istituto Palazzolo delle suore delle Poverelle.

## Storia
Nella prima metà del Quattrocento Bernardino da Siena, oltre ad aver frequentato come eremita la grotta di Mossano che da lui prese il nome, si recò alcune volte - almeno nel 1423 e nel 1443 - nella città di Vicenza dove infiammò il popolo con le sue ferventi predicazioni. Già dopo la prima volta si costituì in città una piccola comunità di monache che si diedero la regola di Santa Chiara e che dapprima furono ospitate nel monastero di San Biagio Vecchio appena liberato dalle benedettine, poi nel 1436 acquistarono dalle monache agostiniane di San Tommaso la parte del convento fino ad allora occupata dai Canonici regolari di San Marco in Mantova - una parte che ormai stava andando in rovina - oltre alla "parte bassa" della chiesa di San Tommaso e ad un tratto di terreno; in tale acquisto e per il restauro degli ambienti furono molto aiutate da donazioni dei nobili vicentini, probabilmente anche grazie all'interessamento di Bernardino.
Dopo che nel 1450, cioè solo sei anni dopo la sua morte, Bernardino da Siena fu proclamato santo, la città volle erigere una chiesa a lui dedicata, oltre che una cappella nella chiesa francescana di San Lorenzo. Le donazioni delle famiglie aristocratiche (tra essi i Trissino, i Calderari, i Bissari, i Pagello) furono molte e nel 1451 con una processione cittadina solenne venne posata la prima pietra; nel 1471 la chiesa era completata e, tempo un quinquennio, furono completati anche il coro e il chiostro; incerta la paternità del progetto, forse attribuibile, per le caratteristiche e la contemporaneità con altre opere, a Domenico da Venezia.
Nei secoli successivi chiesa e monastero subirono molti danni per cause naturali; intemperie, allagamenti (erano situati in una parte bassa della città), terremoti. Le monache dovettero ricorrere con varie suppliche al comune e ai benefattori perché venissero finanziati riparazioni e lavori di restauro.
A poco a poco il numero delle monache diminuì - nel Settecento non superò mai la decina - e al momento della soppressione degli ordini religiosi nel 1810 era di sole sei suore.
Dopo che nel 1878 fu effettuato un primo restauro, chiesa e monastero furono donati dalle “Benemerite conferenze di San Vincenzo de Paoli” alla Congregazione delle Suore delle poverelle dell'istituto Palazzolo di Bergamo, che ne presero possesso nel 1885 e tuttora abitano nei locali sul retro della chiesa. Gli ambienti dell'ex monastero furono adibiti ad asilo diurno con scuole elementari per bambini poveri e fu creato anche un piccolo convitto per bambini orfani.
Un ulteriore importante e complessivo restauro risale all'anno giubilare 2000.

## Descrizione

### Esterno
L'elegante costruzione ottagonale nel caldo colore del cotto, dove spicca il bel portale in pietra rosa, è caratterizzata da una linea mossa, sovrastata da un alto tiburio poligonale. Una serie di archetti ciechi corrono alla sommità del tiburio e nella sottostante facciata.
Si può parlare di un "singolarissimo edificio, che non trova altri riscontri in Veneto... in esso si risolvono in senso protorinascimentale specifici elementi romanici e gotici".
Nei primi anni del Cinquecento fu commissionato dal conte Carlo Volpe, terziario francescano, l'elegante portale con la statua di San Bernardino che campeggia nella lunetta, pregevole scultura del Quattrocento.
Sempre nella prima metà del secolo venne costruito il campanile, mentre uno più piccolo era già stato costruito a ridosso del coro per uso del monastero.

### Interno
All'interno, sopra un piedistallo in ciascun angolo dell'ottagono, colonne di marmo rosso dalla base ottagonale reggono gli archi acuti coronati da una cornice che completa il primo ordine della chiesa e sui quali si alza il tiburio, esternamente a sedici facce dove si aprono finestroni di forma allungata intervallate da fori rotondi. Nella navata vi sono quattro grandi tele di Giulio Carpioni, databili 1663, di taglio oblungo per adattarsi alle strutture architettoniche della chiesa.
Dei tre altari, il maggiore di marmo bianco con intarsi di marmo rosso è opera barocca del 1708 della scuola di Orazio Marinali. Nelle pareti dell'abside un ricco paramento raffigura episodi della vita dell'Ordine francescano legati al sacramento dell'eucaristia, opera del Carpioni. La pala centrale del Maganza è dedicata alla Sacra Famiglia, sovrastata dalla Santissima Trinità, Gesù sta tra Maria e Giuseppe, dall'alto il Padre invia la colomba, simbolo dello Spirito Santo.
L'altare laterale di destra – altare Trissino-Conte – è opera di Francesco Albanese, della fine del Cinquecento; l'altare laterale di sinistra – altare Musocco – è del secolo seguente, forse opera di Gerolamo Albanese.

### Coro delle monache

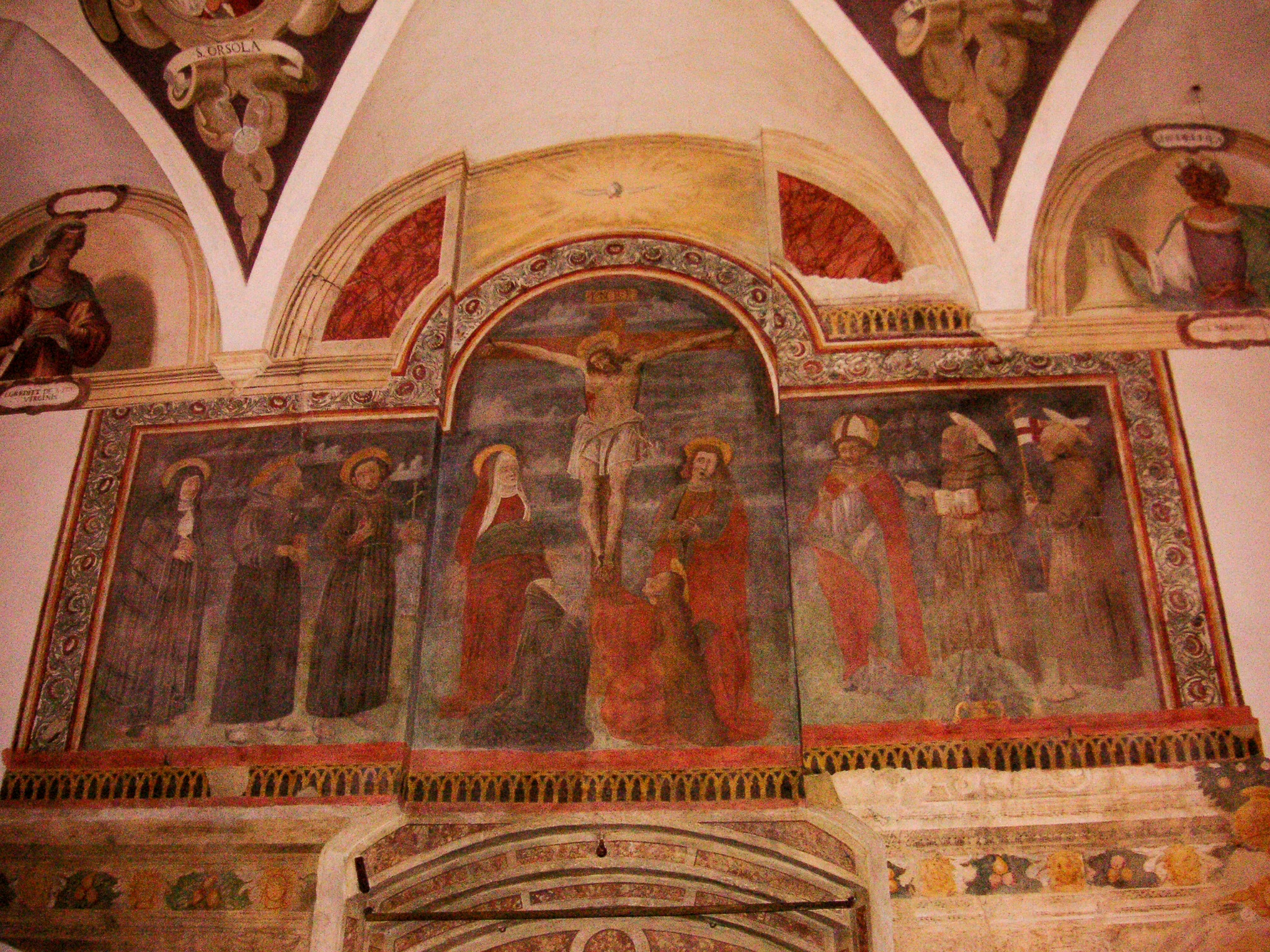
Interno del coro delle monache

È posto sul retro dell'altar maggiore ed è separato dalla chiesa da una grata che consentiva alle monache di assistere alle celebrazioni liturgiche, rispettando la clausura.
Sulle pareti numerosi affreschi probabilmente contemporanei al momento in cui vennero conclusi i lavori di costruzione della chiesa e del coro. Sulla parte di fondo, sopra all'altare, la Crocefissione tra santi, opera di fine Quattrocento del pittore padovano Zuan Francesco Zilio, di scuola squarcionesca. È dovuto invece a Giovanni Cozza, allievo del Carpioni, il ciclo con le Sibille e l'Adorazione dei Magi nelle lunette, gli Apostoli, la Maddalena, Sant'Orsola e l'Assunta nel soffitto.

### Chiostro
Dell'antico chiostro restano solo i lati settentrionale e occidentale, dotati di portico. I lavori di restauro del 2000 hanno però portato alla luce numerose tracce di fondamenta e di ambienti del vecchio monastero.
La loggia superiore del lato settentrionale fu costruita nel primo ventennio del secolo seguente e si abbellisce alle estremità di due loggette, una delle quali adattata all'interessante punto d'innesto dei bracci settentrionale e occidentale, intorno alla muratura della chiesa.